# ناحیه چترال
ناحیه چترال (به انگلیسی: Chitral District) یک ناحیه در پاکستان است که در خیبر پختونخوا واقع شده‌است. ناحیه چترال ۱۴٬۸۵۰ کیلومتر مربع مساحت و ۴۴۷٬۳۶۲ نفر جمعیت دارد.